# Lasiomma morionellum
Lasiomma morionellum är en tvåvingeart som först beskrevs av Zetterstedt 1838.  Lasiomma morionellum ingår i släktet Lasiomma och familjen blomsterflugor. Arten är reproducerande i Sverige. Inga underarter finns listade i Catalogue of Life.